# Ice Sharks
Pour plus de détails, voir Fiche technique et Distribution.
Ice Sharks est un téléfilm d'horreur américain, réalisé par Emile Edwin Smith, sorti en 2016.

## Synopsis
Dans une station de recherche en Arctique, une nouvelle race de requins agressifs et voraces fissure la banquise, dévorant tous ceux qui tombent à travers. Alors que la station s’enfonce dans des eaux glaciales, les survivants doivent se fabriquer des armes de fortune, ou subir le même sort.

## Distribution
- Edward DeRuiter : David
- Kaiwi Lyman : Michael
- Clarissa Thibeaux : Alex
- Travis Lincoln Cox : Sammy[1]
- Jenna Parker : Tracy
- Mia Danelle : Val
- Leddie Garcia : Suluk
- Shamar Philippe : Eddie
- Jim Helton : Capitaine Coffey
- Emile Edwin Smith : MacReady, l’opérateur radio
- Kris Marconi : Brigman, le pilote
- Sharnae Caceres : Palmer, le copilote
- Zo Zosak : matelot Childs
- Chris Arellano : matelot Nauls
- Benson Simmonds : Aput (voix)[4]

## Sortie
Le film a été diffusé à la télévision le 26 juillet 2016.

## Accueil

### Réception critique
Le film obtient un score d’audience de 24% sur Rotten Tomatoes.